# Ester Expósito
Ester Expósito (Madrid, 26 januari 2000) is een Spaanse actrice en model. Ze werd bekend door de rol van Carla Rosón Caleruega te spelen in de Spaanse serie Elite, die uitgezonden werd op Netflix.

## Biografie
Ester werd in 2000 geboren in Madrid. Ze won de Teatro de Madrid-prijs voor beste actrice in 2013 en 2015. In 2018 vertolkte ze hoofdrollen als Andrea in de langspeelfilm Tu hijo en als Silvia in Cuando los ángeles duermen. 
Ze is vooral bekend van haar rol in de Spaanse serie Elite, waar ze een van de hoofdrollen opnam. In 2020 nam ze een rol op in de Spaanse Netflix-televisieserie Alguien tiene que morir (internationale titel: Someone Has to Die).